# Grand Codroy River
Grand Codroy River är ett vattendrag i Kanada.   Det ligger i provinsen Newfoundland och Labrador, i den östra delen av landet, 1 300 km öster om huvudstaden Ottawa.
I omgivningarna runt Grand Codroy River växer i huvudsak blandskog. Trakten runt Grand Codroy River är nära nog obefolkad, med mindre än två invånare per kvadratkilometer.